# 庫拉爾山
庫拉爾山是東非國家肯雅的死火山，位於該國北部圖爾卡納湖以東，距離羅揚加拉尼約50公里，海拔高度2,285米，自1978年成為生物圈保護區。

## 外部連結
- http://www.kilimanjaro.cc/eam/kulal.htm（页面存档备份，存于）

2°43′N 36°56′E / 2.717°N 36.933°E